# Prosopocera albomarmorata
Prosopocera albomarmorata là một loài bọ cánh cứng trong họ Cerambycidae.